# Medaile Za záchranu života (Rusko)
Medaile Za záchranu života (rusky медаль «За спасение погибавших») je státní vyznamenání Ruské federace založené roku 1994. Udílena je občanům Ruska za záchranu lidského života s nasazením života vlastního.

## Historie
Tato medaile byla založena dekretem prezidenta Ruské federace č. 442 ze dne 2. března 1994. Autorem medaile je historik a státní heraldik P. K. Kornakov. Status medaile byl upraven dekretem prezidenta Ruské federace č. 554 ze dne 1. června 1995. Drobná stylistická úprava ve statutu řádu byla provedena dekretem prezidenta Ruské federace č. 19 ze dne 6. ledna 1999. Znovu byl status vyznamenání pozměněn dekretem prezidenta Ruské federace č. 1099 O opatřeních ke zlepšení systému státních vyznamenání Ruské federace ze dne 7. září 2010. Dekretem prezidenta Ruské federace č. 1631 ze dne 16. prosince 2011 byly doplněny stanovy vyznamenání, popis medaile a stanovena její miniatura a také byla zavedena možnost jejího opětovného udělení jedné osobě. Dekretem prezident Ruské federace č. 519 ze dne 15. září 2018 byla přidána možnost, aby bylo vyznamenání možné udělit i posmrtně.

## Pravidla udílení
Medaile se udílí občanům Ruské federace za záchranu lidí při přírodních katastrofách, na vodě, pod zemí, při hašení požárů a za dalších mimořádných okolností, které představují ohrožení vlastního života. Medaile může být dotyčnému udělena opakovaně po pěti letech, rozhodnutím prezidenta Ruské federace může být tato lhůta zkrácena. Medaile může být udělena i posmrtně.
Medaile Za záchranu života se nosí nalevo na hrudi. V případě přítomnosti dalších ruských vyznamenání se nosí za medailí Za odvahu v ohni.

## Popis medaile
Medaile pravidelného kulatého tvaru o průměru 32 mm je vyrobena ze stříbra. Okraje medaile jsou vystouplé. Na přední straně je reliéfní vyobrazení odznaku Řádu Za odvahu. Na zadní straně je vlevo část věnce z palmových, vavřínových a dubových větviček. V pravé části je nápis v cyrilici ЗА СПАСЕНИЕ ПОГИБАВШИХ a sériové číslo medaile.
Medaile je připojena pomocí jednoduchého kroužku ke kovové destičce ve tvaru pětiúhelníku potažené hedvábnou stuhou z moaré širokou 24 mm. Stuha je bílá s červenými proužky širokými 2 mm lemujícími oba okraje.